# Paris-Roubaix Femmes 2022
La 2e édition du Paris-Roubaix Femmes a lieu le 16 avril 2022. Elle fait partie de l'UCI World Tour féminin 2022. Elle est remportée par l'Italienne Elisa Longo Borghini.

## Parcours
Le parcours est identique à l'année précédente, à l'exception d'un tour du circuit initial supplémentaire. La course s'élance de Denain. Le parcours comprend 124,7 km de distance, dont 29,2 km de pavés répartis en 17 secteurs, soit 8 km de plus que lors de la première édition. La Trouée d'Arenberg n'est pas au programme.
Le final de l'épreuve emprunte les mêmes 85 derniers kilomètres que les hommes.

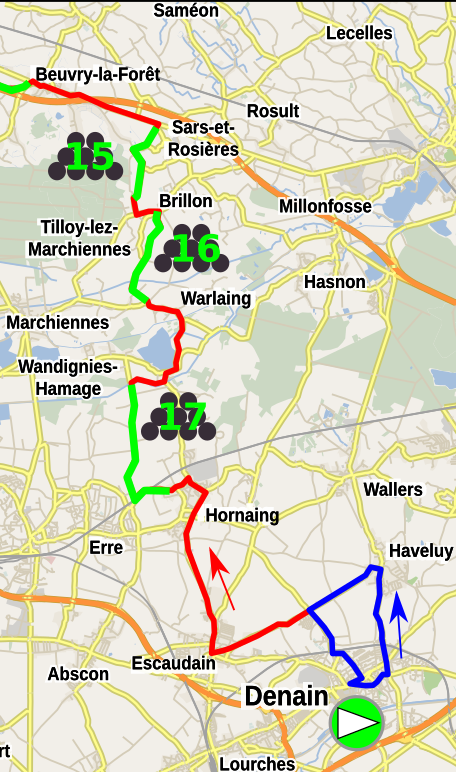
Première partie du parcours, secteurs pavés en vert.
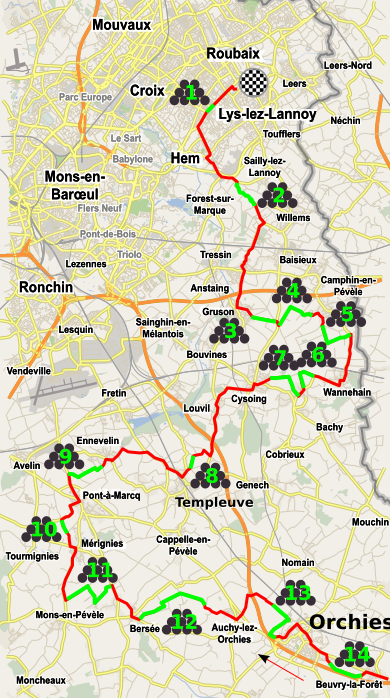
Parcours entre Orchies et Roubaix

| Secteur | Kilomètre | Localisation                              | Longueur  | Difficulté |
| ------- | --------- | ----------------------------------------- | --------- | ---------- |
| 17      | 42.3      | Hornaing > Wandignies-Hamage              | 3 700 m   | 04         |
| 16      | 49,7      | Warlaing > Brillon                        | 2 400 m   | 03         |
| 15      | 53,2      | Tilloy-lez-Marchiennes > Sars-et-Rosières | 2 400 m   | 04         |
| 14      | 59,6      | Beuvry-la-Forêt > Orchies                 | 1 400 m   | 03         |
| 13      | 64,6      | Orchies                                   | 1 700 m   | 03         |
| 12      | 70,7      | Auchy-lez-Orchies > Bersée                | 2 700 m   | 04         |
| 11      | 76,2      | Mons-en-Pévèle                            | 3 000 m   | 05         |
| 10      | 82,2      | Mérignies > Avelin                        | 700 m     | 02         |
| 9       | 85,6      | Pont-Thibaut > Ennevelin                  | 1 400 m   | 03         |
| 8       | 91        | Templeuve - l'Épinette                    | 200 m     | 01         |
| 8       | 91,5      | Templeuve - le Moulin-de-Vertain          | 500 m     | 02         |
| 7       | 97,9      | Cysoing > Bourghelles                     | 1 300 m   | 03         |
| 6       | 100,4     | Bourghelles > Wannehain                   | 1 100 m   | 03         |
| 5       | 104,9     | Camphin-en-Pévèle                         | 1 800 m   | 04         |
| 4       | 107,6     | Carrefour de l'Arbre                      | 2 100 m   | 05         |
| 3       | 109,9     | Gruson                                    | 1 100 m   | 02         |
| 2       | 116,6     | Willems > Hem                             | 1 400 m   | 03         |
| 1       | 123,3     | Roubaix                                   | 300 m     | 01         |
| Total   | Total     | Total                                     | 29,200 km | 29,200 km  |

## Équipes
| UCI Women's WorldTeams (14)- Canyon-SRAM Racing - EF Education-TIBCO-SVB - FDJ Nouvelle Aquitaine Futuroscope - Human Powered Health - Liv Racing Xstra - Movistar Team - Roland Cogeas-Edelweiss Squad - Team BikeExchange-Jayco - Team DSM - Team Jumbo-Visma - SD Worx - Trek-Segafredo - UAE Team ADQ - Uno-X Pro Cycling Team Équipes féminines continentales (10)- Ceratizit-WNT Pro Cycling - Parkhotel Valkenburg - Valcar-Travel & Service - Arkéa Pro Cycling Team - Cofidis - Le col-Wahoo - AG Insurance NXTG - Plantur-Pura - Stade Rochelais Charente-Maritime - St Michel-Auber 93 |
| |

## Favorites
La lauréate de l'édition 2021, Lizzie Deignan, n'étant pas présente, Lotte Kopecky (SD Worx), victorieuse sur les Strade Bianche et le Tour des Flandres, fait figure de favorite. Les noms d'Elisa Balsamo (Trek-Segafredo), leader du classement UCI, Ellen van Dijk (même équipe), d'Annemiek van Vleuten, Emma Norsgaard (Movistar), Chantal Van den Broek-Blaak (SD Worx) ou de Marta Cavalli (FDJ-Nouvelle Aquitaine-Futuroscope) sont également avancés,. Marianne Vos ne peut prendre le départ à cause d'un test positif au Covid.

## Déroulement de la course
Une échappée se forme sur les tours urbains du départ. Elle est constituée entre autres de Tanja Erath, Amalie Lutro et Gaia Masetti. Celles-ci reste à l'avant après le premier secteur pavé, les autres étant lâchées. Masetti crève plus loin, tandis que Lutro est distancée. Erath est reprise à soixante-et-un kilomètres de l'arrivée. Sur le secteur d'Auchy les Orchies, Lotte Kopecky attaque avec Marta Bastianelli. Elles sont rapidement rejointes par Lucinda Brand. Derrière, Elisa Balsamo est victime d'une crevaison. En tenant trop longtemps le bidon que lui tend son directeur sportif en voiture, elle est disqualifiée. Le trio de tête est repris. Entre les deux secteurs de Templeuve, Elisa Longo Borghini accélère emmenant avec elle Elena Cecchini et Emma Norsgaard. Dans le second secteur, elle les distance. Cecchini et Norsgaard sont reprises. Dans le secteur de Cysoing, Kopecky et Chantal van den Broek-Blaak accélèrent. Elles sont alors huit dans ce groupe de favorites. L'écart se réduit alors à onze secondes. Toutefois, après les attaque de Van den Broek-Blaak et de Pfeiffer Georgi l'entente n'est plus bonne et l'écart s'accroît de nouveau. Dans le carrefour de l'arbre, Kopecky donne ses dernières forces et distancent ses adversaires. Elle est cependant revue par Marta Cavalli puis le groupe se reforme. Elisa Longo Borghini s'impose seule. Kopecky remporte le sprint pour la seconde place.

## Classements finals

### Classement général final
| \| Classement général \| Classement général \| Classement général \| Classement général \| Classement général \| \| Coureuse \| Coureuse \| Pays \| Équipe \| Temps \| \| ------------------ \| --------------------------- \| ------------------ \| ---------------------------------- \| ------------------ \| \| 1re \| Elisa Longo Borghini \| Italie \| Trek-Segafredo \| 3 h 10 min 54 s \| \| 2e \| Lotte Kopecky \| Belgique \| SD Worx \| + 23 s \| \| 3e \| Lucinda Brand \| Pays-Bas \| Trek-Segafredo \| + 23 s \| \| 4e \| Elise Chabbey \| Suisse \| Canyon-SRAM Racing \| + 23 s \| \| 5e \| Marta Cavalli \| Italie \| FDJ-Nouvelle Aquitaine-Futuroscope \| + 23 s \| \| 6e \| Floortje Mackaij \| Pays-Bas \| Team DSM \| + 23 s \| \| 7e \| Ellen van Dijk \| Pays-Bas \| Trek-Segafredo \| + 23 s \| \| 8e \| Chantal van den Broek-Blaak \| Pays-Bas \| SD Worx \| + 32 s \| \| 9e \| Pfeiffer Georgi \| Royaume-Uni \| Team DSM \| + 2 min 22 s \| \| 10e \| Sandra Alonso \| Espagne \| Ceratizit-WNT Pro Cycling \| + 2 min 22 s \| |                             |             |                                    |                 |
| |                             |             |                                    |                 |
| Source : ProCyclingStats |                             |             |                                    |                 |
| Classement général |                             |             |                                    |                 |
| Coureuse | Coureuse                    | Pays        | Équipe                             | Temps           |
| 1re | Elisa Longo Borghini        | Italie      | Trek-Segafredo                     | 3 h 10 min 54 s |
| 2e | Lotte Kopecky               | Belgique    | SD Worx                            | + 23 s          |
| 3e | Lucinda Brand               | Pays-Bas    | Trek-Segafredo                     | + 23 s          |
| 4e | Elise Chabbey               | Suisse      | Canyon-SRAM Racing                 | + 23 s          |
| 5e | Marta Cavalli               | Italie      | FDJ-Nouvelle Aquitaine-Futuroscope | + 23 s          |
| 6e | Floortje Mackaij            | Pays-Bas    | Team DSM                           | + 23 s          |
| 7e | Ellen van Dijk              | Pays-Bas    | Trek-Segafredo                     | + 23 s          |
| 8e | Chantal van den Broek-Blaak | Pays-Bas    | SD Worx                            | + 32 s          |
| 9e | Pfeiffer Georgi             | Royaume-Uni | Team DSM                           | + 2 min 22 s    |
| 10e | Sandra Alonso               | Espagne     | Ceratizit-WNT Pro Cycling          | + 2 min 22 s    |

### UCI World Tour

#### Points attribués
| Position           | 1er | 2e  | 3e  | 4e  | 5e  | 6e  | 7e  | 8e  | 9e | 10e | 11e | 12e | 13e | 14e | 15e | 16e à 20e | 21e à 30e | 31e à 40e |
| Classement général | 400 | 320 | 260 | 220 | 180 | 140 | 120 | 100 | 80 | 68  | 56  | 48  | 40  | 32  | 28  | 24        | 16        | 8         |

| Classement par points | Classement par points       | Classement par points | Classement par points              | Classement par points |
| Coureuse              | Coureuse                    | Pays                  | Équipe                             | Points                |
| --------------------- | --------------------------- | --------------------- | ---------------------------------- | --------------------- |
| 1re                   | Lotte Kopecky               | Belgique              | SD Worx                            | 1680 pts              |
| 2e                    | Elisa Balsamo               | Italie                | Trek-Segafredo                     | 1636 pts              |
| 3e                    | Annemiek van Vleuten        | Pays-Bas              | Movistar Team                      | 860 pts               |
| 4e                    | Lorena Wiebes               | Pays-Bas              | Team DSM                           | 720 pts               |
| 5e                    | Marta Bastianelli           | Italie                | UAE Team ADQ                       | 692 pts               |
| 6e                    | Marta Cavalli               | Italie                | FDJ-Nouvelle Aquitaine-Futuroscope | 612 pts               |
| 7e                    | Chantal van den Broek-Blaak | Pays-Bas              | SD Worx                            | 604 pts               |
| 8e                    | Elisa Longo Borghini        | Italie                | Trek-Segafredo                     | 556 pts               |
| 9e                    | Elise Chabbey               | Suisse                | Canyon-SRAM Racing                 | 512 pts               |
| 10e                   | Katarzyna Niewiadoma        | Pologne               | Canyon-SRAM Racing                 | 508 pts               |

| Classement par points | Classement par points       | Classement par points | Classement par points              | Classement par points |
| Coureuse              | Coureuse                    | Pays                  | Équipe                             | Points                |
| --------------------- | --------------------------- | --------------------- | ---------------------------------- | --------------------- |
| 1re                   | Lotte Kopecky               | Belgique              | SD Worx                            | 1680 pts              |
| 2e                    | Elisa Balsamo               | Italie                | Trek-Segafredo                     | 1636 pts              |
| 3e                    | Annemiek van Vleuten        | Pays-Bas              | Movistar Team                      | 860 pts               |
| 4e                    | Lorena Wiebes               | Pays-Bas              | Team DSM                           | 720 pts               |
| 5e                    | Marta Bastianelli           | Italie                | UAE Team ADQ                       | 692 pts               |
| 6e                    | Marta Cavalli               | Italie                | FDJ-Nouvelle Aquitaine-Futuroscope | 612 pts               |
| 7e                    | Chantal van den Broek-Blaak | Pays-Bas              | SD Worx                            | 604 pts               |
| 8e                    | Elisa Longo Borghini        | Italie                | Trek-Segafredo                     | 556 pts               |
| 9e                    | Elise Chabbey               | Suisse                | Canyon-SRAM Racing                 | 512 pts               |
| 10e                   | Katarzyna Niewiadoma        | Pologne               | Canyon-SRAM Racing                 | 508 pts               |

| Classement du meilleur jeune | Classement du meilleur jeune | Classement du meilleur jeune | Classement du meilleur jeune | Classement du meilleur jeune |
| Coureuse                     | Coureuse                     | Pays                         | Équipe                       | Points                       |
| ---------------------------- | ---------------------------- | ---------------------------- | ---------------------------- | ---------------------------- |
| 1re                          | Pfeiffer Georgi              | Royaume-Uni                  | Team DSM                     | 20 pts                       |
| 2e                           | Shirin van Anrooij           | Pays-Bas                     | Trek-Segafredo               | 18 pts                       |
| 3e                           | Mischa Bredewold             | Pays-Bas                     | Parkhotel Valkenburg         | 8 pts                        |
| 4e                           | Julia Borgström              | Suède                        | AG Insurance NXTG            | 8 pts                        |
| 5e                           | Lonneke Uneken               | Pays-Bas                     | SD Worx                      | 6 pts                        |
| 6e                           | Silke Smulders               | Pays-Bas                     | Liv Racing Xstra             | 6 pts                        |
| 7e                           | Niamh Fisher-Black           | Nouvelle-Zélande             | SD Worx                      | 6 pts                        |
| 8e                           | Femke Gerritse               | Pays-Bas                     | Parkhotel Valkenburg         | 6 pts                        |
| 9e                           | Victoire Berteau             | France                       | Cofidis                      | 4 pts                        |
| 10e                          | Maike van der Duin           | Pays-Bas                     | Le Col-Wahoo                 | 4 pts                        |

| Classement du meilleur jeune | Classement du meilleur jeune | Classement du meilleur jeune | Classement du meilleur jeune | Classement du meilleur jeune |
| Coureuse                     | Coureuse                     | Pays                         | Équipe                       | Points                       |
| ---------------------------- | ---------------------------- | ---------------------------- | ---------------------------- | ---------------------------- |
| 1re                          | Pfeiffer Georgi              | Royaume-Uni                  | Team DSM                     | 20 pts                       |
| 2e                           | Shirin van Anrooij           | Pays-Bas                     | Trek-Segafredo               | 18 pts                       |
| 3e                           | Mischa Bredewold             | Pays-Bas                     | Parkhotel Valkenburg         | 8 pts                        |
| 4e                           | Julia Borgström              | Suède                        | AG Insurance NXTG            | 8 pts                        |
| 5e                           | Lonneke Uneken               | Pays-Bas                     | SD Worx                      | 6 pts                        |
| 6e                           | Silke Smulders               | Pays-Bas                     | Liv Racing Xstra             | 6 pts                        |
| 7e                           | Niamh Fisher-Black           | Nouvelle-Zélande             | SD Worx                      | 6 pts                        |
| 8e                           | Femke Gerritse               | Pays-Bas                     | Parkhotel Valkenburg         | 6 pts                        |
| 9e                           | Victoire Berteau             | France                       | Cofidis                      | 4 pts                        |
| 10e                          | Maike van der Duin           | Pays-Bas                     | Le Col-Wahoo                 | 4 pts                        |

| Classement par équipes aux points | Classement par équipes aux points  | Classement par équipes aux points | Classement par équipes aux points |
| Équipe                            | Équipe                             | Pays                              | Points                            |
| --------------------------------- | ---------------------------------- | --------------------------------- | --------------------------------- |
| 1re                               | SD Worx                            | Pays-Bas                          | 3964 pts                          |
| 2e                                | Trek-Segafredo                     | États-Unis                        | 2877 pts                          |
| 3e                                | Canyon-SRAM Racing                 | Allemagne                         | 1836 pts                          |
| 4e                                | FDJ Nouvelle Aquitaine Futuroscope | France                            | 1800 pts                          |
| 5e                                | Movistar Team                      | Espagne                           | 1668 pts                          |
| 6e                                | Team DSM                           | Pays-Bas                          | 1616 pts                          |
| 7e                                | UAE Team ADQ                       | Émirats arabes unis               | 1488 pts                          |
| 8e                                | Team Jumbo-Visma                   | Pays-Bas                          | 1029 pts                          |
| 9e                                | Valcar-Travel & Service            | Italie                            | 744 pts                           |
| 10e                               | Ceratizit-WNT Pro Cycling          | Allemagne                         | 456 pts                           |

| Classement par équipes aux points | Classement par équipes aux points  | Classement par équipes aux points | Classement par équipes aux points |
| Équipe                            | Équipe                             | Pays                              | Points                            |
| --------------------------------- | ---------------------------------- | --------------------------------- | --------------------------------- |
| 1re                               | SD Worx                            | Pays-Bas                          | 3964 pts                          |
| 2e                                | Trek-Segafredo                     | États-Unis                        | 2877 pts                          |
| 3e                                | Canyon-SRAM Racing                 | Allemagne                         | 1836 pts                          |
| 4e                                | FDJ Nouvelle Aquitaine Futuroscope | France                            | 1800 pts                          |
| 5e                                | Movistar Team                      | Espagne                           | 1668 pts                          |
| 6e                                | Team DSM                           | Pays-Bas                          | 1616 pts                          |
| 7e                                | UAE Team ADQ                       | Émirats arabes unis               | 1488 pts                          |
| 8e                                | Team Jumbo-Visma                   | Pays-Bas                          | 1029 pts                          |
| 9e                                | Valcar-Travel & Service            | Italie                            | 744 pts                           |
| 10e                               | Ceratizit-WNT Pro Cycling          | Allemagne                         | 456 pts                           |

## Liste des participantes
| Légende | Légende                                                                    | Légende | Légende                                                    |
| ------- | -------------------------------------------------------------------------- | ------- | ---------------------------------------------------------- |
| Num     | Dossard de départ porté par le coureur sur ce Paris-Roubaix                | Pos     | Position à l'arrivée de la course                          |
|         | Indique un maillot de champion national ou mondial, suivi de sa spécialité | NP      | Indique un coureur qui n'a pas pris le départ de la course |
| AB      | Indique un coureur qui n'a pas terminé la course                           | HD      | Indique un coureur qui a terminé la course hors des délais |

| Trek-Segafredo TFS | Trek-Segafredo TFS                 | Trek-Segafredo TFS |
| ------------------ | ---------------------------------- | ------------------ |
| Num                | Coureuse                           | Pos                |
| 1                  | Elisa Balsamo (ITA) (route)        | AB                 |
| 2                  | Lucinda Brand (NED)                | 3e                 |
| 3                  | Audrey Cordon-Ragot (FRA)          | 27e                |
| 4                  | Chloe Hosking (AUS)                | 76e                |
| 5                  | Elisa Longo Borghini (ITA) (route) | 1re                |
| 6                  | Ellen van Dijk (NED) (route)       | 7e                 |

| Team Jumbo-Visma TJV | Team Jumbo-Visma TJV   | Team Jumbo-Visma TJV |
| -------------------- | ---------------------- | -------------------- |
| Num                  | Coureuse               | Pos                  |
| 11                   | Marianne Vos (NED)     | AB                   |
| 12                   | Teuntje Beekhuis (NED) | 14e                  |
| 13                   | Romy Kasper (GER)      | 19e                  |
| 14                   | Riejanne Markus (NED)  | 31e                  |
| 15                   | Linda Riedmann (GER)   | AB                   |
| 16                   | Coryn Labecki (USA)    | 24e                  |

| SD Worx SDW | SD Worx SDW                       | SD Worx SDW |
| ----------- | --------------------------------- | ----------- |
| Num         | Coureuse                          | Pos         |
| 21          | Lotte Kopecky (BEL) (route)       | 2e          |
| 22          | Elena Cecchini (ITA)              | AB          |
| 23          | Roxane Fournier (FRA)             | 47e         |
| 24          | Christine Majerus (LUX) (route)   | 26e         |
| 25          | Lonneke Uneken (NED)              | 98e         |
| 26          | Chantal van den Broek-Blaak (NED) | 8e          |

| UAE Team ADQ UAD | UAE Team ADQ UAD            | UAE Team ADQ UAD |
| ---------------- | --------------------------- | ---------------- |
| Num              | Coureuse                    | Pos              |
| 31               | Marta Bastianelli (ITA)     | 15e              |
| 32               | Maaike Boogaard (NED)       | 46e              |
| 33               | Eugenia Bujak (SLO) (route) | 66e              |
| 34               | Alena Ivanchenko (RUS)      | AB               |
| 35               | Maria Novolodskaya (RUS)    | AB               |
| 36               | Laura Tomasi (ITA)          | 79e              |

| Movistar Team MOV | Movistar Team MOV         | Movistar Team MOV |
| ----------------- | ------------------------- | ----------------- |
| Num               | Coureuse                  | Pos               |
| 41                | Emma Norsgaard (DEN)      | 11e               |
| 42                | Aude Biannic (FRA)        | 44e               |
| 43                | Jelena Erić (SRB) (route) | 33e               |
| 44                | Alicia González (ESP)     | AB                |
| 45                | Barbara Guarischi (ITA)   | 40e               |
| 46                | Lourdes Oyarbide (ESP)    | 81e               |

| Team DSM DSM | Team DSM DSM                  | Team DSM DSM |
| ------------ | ----------------------------- | ------------ |
| Num          | Coureuse                      | Pos          |
| 51           | Lorena Wiebes (NED)           | 45e          |
| 52           | Pfeiffer Georgi (GBR) (route) | 9e           |
| 53           | Megan Jastrab (USA)           | 39e          |
| 54           | Charlotte Kool (NED)          | 85e          |
| 55           | Floortje Mackaij (NED)        | 6e           |
| 56           | Elise Uijen (NED)             | 64e          |

| FDJ-Nouvelle Aquitaine-Futuroscope FSF | FDJ-Nouvelle Aquitaine-Futuroscope FSF | FDJ-Nouvelle Aquitaine-Futuroscope FSF |
| -------------------------------------- | -------------------------------------- | -------------------------------------- |
| Num                                    | Coureuse                               | Pos                                    |
| 61                                     | Marta Cavalli (ITA)                    | 5e                                     |
| 62                                     | Stine Borgli (NOR)                     | 63e                                    |
| 63                                     | Grace Brown (AUS)                      | 12e                                    |
| 64                                     | Eugénie Duval (FRA)                    | 72e                                    |
| 65                                     | Maëlle Grossetête (FRA)                | 35e                                    |
| 66                                     | Marie Le Net (FRA)                     | 28e                                    |

| Le Col-Wahoo DRP | Le Col-Wahoo DRP              | Le Col-Wahoo DRP |
| ---------------- | ----------------------------- | ---------------- |
| Num              | Coureuse                      | Pos              |
| 71               | Marjolein van 't Geloof (NED) | 57e              |
| 72               | Eluned King (GBR)             | AB               |
| 73               | Maria Martins (POR) (route)   | 37e              |
| 74               | Flora Perkins (GBR)           | AB               |
| 75               | April Tacey (GBR)             | 91e              |
| 76               | Gladys Verhulst (FRA)         | 59e              |

| Arkéa Pro Cycling Team ARK | Arkéa Pro Cycling Team ARK    | Arkéa Pro Cycling Team ARK |
| -------------------------- | ----------------------------- | -------------------------- |
| Num                        | Coureuse                      | Pos                        |
| 81                         | Lucie Jounier (FRA)           | 69e                        |
| 82                         | Amandine Fouquenet (FRA)      | 30e                        |
| 83                         | Typhaine Laurance (FRA)       | AB                         |
| 84                         | Marie-Morgane Le Deunff (FRA) | AB                         |
| 85                         | Anaïs Morichon (FRA)          | 36e                        |
| 86                         | Greta Richioud (FRA)          | AB                         |

| Ceratizit-WNT Pro Cycling WNT | Ceratizit-WNT Pro Cycling WNT       | Ceratizit-WNT Pro Cycling WNT |
| ----------------------------- | ----------------------------------- | ----------------------------- |
| Num                           | Coureuse                            | Pos                           |
| 91                            | Maria Giulia Confalonieri (ITA)     | 84e                           |
| 92                            | Sandra Alonso (ESP)                 | 10e                           |
| 93                            | Franziska Brauße (GER)              | 78e                           |
| 94                            | Marta Lach (POL)                    | 22e                           |
| 95                            | Kathrin Schweinberger (AUT) (route) | AB                            |
| 96                            | Lara Vieceli (ITA)                  | AB                            |

| Team BikeExchange-Jayco BEX | Team BikeExchange-Jayco BEX | Team BikeExchange-Jayco BEX |
| --------------------------- | --------------------------- | --------------------------- |
| Num                         | Coureuse                    | Pos                         |
| 101                         | Jessica Allen (AUS)         | AB                          |
| 102                         | Teniel Campbell (TTO)       | 42e                         |
| 103                         | Nina Kessler (NED)          | AB                          |
| 104                         | Ruby Roseman-Gannon (AUS)   | 52e                         |

| Canyon-SRAM Racing CSR | Canyon-SRAM Racing CSR | Canyon-SRAM Racing CSR |
| ---------------------- | ---------------------- | ---------------------- |
| Num                    | Coureuse               | Pos                    |
| 111                    | Alice Barnes (GBR)     | 34e                    |
| 112                    | Shari Bossuyt (BEL)    | 48e                    |
| 113                    | Elise Chabbey (SUI)    | 4e                     |
| 114                    | Tiffany Cromwell (AUS) | 16e                    |
| 115                    | Lisa Klein (GER)       | 77e                    |
| 116                    | Sarah Roy (AUS)        | 41e                    |

| Valcar-Travel & Service VAL | Valcar-Travel & Service VAL | Valcar-Travel & Service VAL |
| --------------------------- | --------------------------- | --------------------------- |
| Num                         | Coureuse                    | Pos                         |
| 121                         | Chiara Consonni (ITA)       | 25e                         |
| 122                         | Alice Maria Arzuffi (ITA)   | AB                          |
| 123                         | Karolina Kumięga (POL)      | 55e                         |
| 124                         | Silvia Persico (ITA)        | AB                          |
| 125                         | Ilaria Sanguineti (ITA)     | AB                          |
| 126                         | Margaux Vigié (FRA)         | 71e                         |

| Liv Racing Xstra LIV | Liv Racing Xstra LIV         | Liv Racing Xstra LIV |
| -------------------- | ---------------------------- | -------------------- |
| Num                  | Coureuse                     | Pos                  |
| 131                  | Valerie Demey (BEL)          | 21e                  |
| 132                  | Alison Jackson (CAN) (route) | 13e                  |
| 133                  | Katia Ragusa (ITA)           | 88e                  |
| 134                  | Silke Smulders (NED)         | AB                   |
| 135                  | Amber van der Hulst (NED)    | 38e                  |

| AG Insurance NXTG AGI | AG Insurance NXTG AGI   | AG Insurance NXTG AGI |
| --------------------- | ----------------------- | --------------------- |
| Num                   | Coureuse                | Pos                   |
| 141                   | Mylène de Zoete (NED)   | AB                    |
| 142                   | Senne Knaven (BEL)      | AB                    |
| 143                   | Gaia Masetti (ITA)      | 68e                   |
| 144                   | Ilse Pluimers (NED)     | 23e                   |
| 145                   | Maud Rijnbeek (NED)     | 53e                   |
| 146                   | Eline Van Rooijen (NED) | AB                    |

| Parkhotel Valkenburg PHV | Parkhotel Valkenburg PHV  | Parkhotel Valkenburg PHV |
| ------------------------ | ------------------------- | ------------------------ |
| Num                      | Coureuse                  | Pos                      |
| 151                      | Femke Markus (NED)        | 18e                      |
| 152                      | Leonie Bos (NED)          | AB                       |
| 153                      | Mischa Bredewold (NED)    | 58e                      |
| 154                      | Lieke Nooijen (NED)       | AB                       |
| 155                      | Kirstie van Haaften (NED) | AB                       |
| 156                      | Sofie van Rooijen (NED)   | AB                       |

| EF Education-TIBCO-SVB TIB | EF Education-TIBCO-SVB TIB | EF Education-TIBCO-SVB TIB |
| -------------------------- | -------------------------- | -------------------------- |
| Num                        | Coureuse                   | Pos                        |
| 161                        | Letizia Borghesi (ITA)     | AB                         |
| 162                        | Tanja Erath (GER)          | 87e                        |
| 163                        | Clara Honsinger (USA)      | 29e                        |
| 164                        | Emma Langley (USA)         | AB                         |
| 165                        | Abi Smith (GBR)            | 54e                        |
| 166                        | Magdeleine Vallieres (CAN) | 74e                        |

| Cofidis COF | Cofidis COF                   | Cofidis COF |
| ----------- | ----------------------------- | ----------- |
| Num         | Coureuse                      | Pos         |
| 171         | Martina Alzini (ITA)          | 50e         |
| 172         | Victoire Berteau (FRA)        | 17e         |
| 173         | Alana Castrique (BEL)         | 20e         |
| 174         | Valentine Fortin (FRA)        | AB          |
| 175         | Cédrine Kerbaol (FRA)         | 60e         |
| 176         | Gabrielle Pilote Fortin (CAN) | AB          |

| Plantur-Pura ___ | Plantur-Pura ___               | Plantur-Pura ___ |
| ---------------- | ------------------------------ | ---------------- |
| Num              | Coureuse                       | Pos              |
| 181              | Sanne Cant (BEL)               | 62e              |
| 182              | Manon Bakker (NED)             | 80e              |
| 183              | Kim de Baat (BEL)              | AB               |
| 184              | Julie De Wilde (BEL)           | AB               |
| 185              | Marion Norbert-Riberolle (BEL) | 97e              |
| 186              | Aniek van Alphen (NED)         | 73e              |

| St Michel-Auber 93 AUB | St Michel-Auber 93 AUB | St Michel-Auber 93 AUB |
| ---------------------- | ---------------------- | ---------------------- |
| Num                    | Coureuse               | Pos                    |
| 191                    | Élodie Le Bail (FRA)   | AB                     |
| 192                    | Alison Avoine (FRA)    | 89e                    |
| 193                    | Simone Boilard (CAN)   | 61e                    |
| 194                    | Perrine Clauzel (FRA)  | 67e                    |
| 195                    | Barbara Fonseca (FRA)  | 70e                    |
| 196                    | Margot Pompanon (FRA)  | 65e                    |

| Uno-X Pro Cycling Team UXT | Uno-X Pro Cycling Team UXT  | Uno-X Pro Cycling Team UXT |
| -------------------------- | --------------------------- | -------------------------- |
| Num                        | Coureuse                    | Pos                        |
| 201                        | Anniina Ahtosalo (FIN)      | 56e                        |
| 202                        | Susanne Andersen (NOR)      | 43e                        |
| 203                        | Hannah Barnes (GBR)         | 83e                        |
| 204                        | Julie Norman Leth (DEN)     | 32e                        |
| 205                        | Amalie Lutro (NOR)          | 86e                        |
| 206                        | Mie Bjørndal Ottestad (NOR) | 95e                        |

| Stade Rochelais Charente-Maritime CMW | Stade Rochelais Charente-Maritime CMW    | Stade Rochelais Charente-Maritime CMW |
| ------------------------------------- | ---------------------------------------- | ------------------------------------- |
| Num                                   | Coureuse                                 | Pos                                   |
| 211                                   | India Grangier (FRA)                     | 92e                                   |
| 212                                   | Noémie Abgrall (FRA)                     | 96e                                   |
| 213                                   | Frances Janse van Rensburg (RSA) (route) | 93e                                   |
| 214                                   | Anastasiya Kolesava (BLR)                | AB                                    |
| 215                                   | Kristina Nenadovic (FRA)                 | AB                                    |
| 216                                   | Maëva Squiban (FRA)                      | AB                                    |

| Human Powered Health HPW | Human Powered Health HPW | Human Powered Health HPW |
| ------------------------ | ------------------------ | ------------------------ |
| Num                      | Coureuse                 | Pos                      |
| 221                      | Mieke Kröger (GER)       | 75e                      |
| 222                      | Henrietta Christie (NZL) | 90e                      |
| 223                      | Katie Clouse (USA)       | AB                       |
| 224                      | Evy Kuijpers (NED)       | 82e                      |
| 225                      | Makayla MacPherson (USA) | AB                       |
| 226                      | Lily Williams (USA)      | 49e                      |

| Roland Cogeas-Edelweiss Squad CGS | Roland Cogeas-Edelweiss Squad CGS | Roland Cogeas-Edelweiss Squad CGS |
| --------------------------------- | --------------------------------- | --------------------------------- |
| Num                               | Coureuse                          | Pos                               |
| 231                               | Hannah Buch (GER)                 | AB                                |
| 232                               | Tamara Dronova (RUS)              | 51e                               |
| 233                               | Rotem Gafinovitz (ISR)            | 94e                               |
| 234                               | Diana Klimova (RUS)               | AB                                |
| 235                               | Aline Seitz (SUI)                 | AB                                |
| 236                               | Olga Zabelinskaïa (UZB)           | AB                                |

| Trek-Segafredo TFS | Trek-Segafredo TFS                 | Trek-Segafredo TFS |
| ------------------ | ---------------------------------- | ------------------ |
| Num                | Coureuse                           | Pos                |
| 1                  | Elisa Balsamo (ITA) (route)        | AB                 |
| 2                  | Lucinda Brand (NED)                | 3e                 |
| 3                  | Audrey Cordon-Ragot (FRA)          | 27e                |
| 4                  | Chloe Hosking (AUS)                | 76e                |
| 5                  | Elisa Longo Borghini (ITA) (route) | 1re                |
| 6                  | Ellen van Dijk (NED) (route)       | 7e                 |

| Team Jumbo-Visma TJV | Team Jumbo-Visma TJV   | Team Jumbo-Visma TJV |
| -------------------- | ---------------------- | -------------------- |
| Num                  | Coureuse               | Pos                  |
| 11                   | Marianne Vos (NED)     | AB                   |
| 12                   | Teuntje Beekhuis (NED) | 14e                  |
| 13                   | Romy Kasper (GER)      | 19e                  |
| 14                   | Riejanne Markus (NED)  | 31e                  |
| 15                   | Linda Riedmann (GER)   | AB                   |
| 16                   | Coryn Labecki (USA)    | 24e                  |

| SD Worx SDW | SD Worx SDW                       | SD Worx SDW |
| ----------- | --------------------------------- | ----------- |
| Num         | Coureuse                          | Pos         |
| 21          | Lotte Kopecky (BEL) (route)       | 2e          |
| 22          | Elena Cecchini (ITA)              | AB          |
| 23          | Roxane Fournier (FRA)             | 47e         |
| 24          | Christine Majerus (LUX) (route)   | 26e         |
| 25          | Lonneke Uneken (NED)              | 98e         |
| 26          | Chantal van den Broek-Blaak (NED) | 8e          |

| UAE Team ADQ UAD | UAE Team ADQ UAD            | UAE Team ADQ UAD |
| ---------------- | --------------------------- | ---------------- |
| Num              | Coureuse                    | Pos              |
| 31               | Marta Bastianelli (ITA)     | 15e              |
| 32               | Maaike Boogaard (NED)       | 46e              |
| 33               | Eugenia Bujak (SLO) (route) | 66e              |
| 34               | Alena Ivanchenko (RUS)      | AB               |
| 35               | Maria Novolodskaya (RUS)    | AB               |
| 36               | Laura Tomasi (ITA)          | 79e              |

| Movistar Team MOV | Movistar Team MOV         | Movistar Team MOV |
| ----------------- | ------------------------- | ----------------- |
| Num               | Coureuse                  | Pos               |
| 41                | Emma Norsgaard (DEN)      | 11e               |
| 42                | Aude Biannic (FRA)        | 44e               |
| 43                | Jelena Erić (SRB) (route) | 33e               |
| 44                | Alicia González (ESP)     | AB                |
| 45                | Barbara Guarischi (ITA)   | 40e               |
| 46                | Lourdes Oyarbide (ESP)    | 81e               |

| Team DSM DSM | Team DSM DSM                  | Team DSM DSM |
| ------------ | ----------------------------- | ------------ |
| Num          | Coureuse                      | Pos          |
| 51           | Lorena Wiebes (NED)           | 45e          |
| 52           | Pfeiffer Georgi (GBR) (route) | 9e           |
| 53           | Megan Jastrab (USA)           | 39e          |
| 54           | Charlotte Kool (NED)          | 85e          |
| 55           | Floortje Mackaij (NED)        | 6e           |
| 56           | Elise Uijen (NED)             | 64e          |

| FDJ-Nouvelle Aquitaine-Futuroscope FSF | FDJ-Nouvelle Aquitaine-Futuroscope FSF | FDJ-Nouvelle Aquitaine-Futuroscope FSF |
| -------------------------------------- | -------------------------------------- | -------------------------------------- |
| Num                                    | Coureuse                               | Pos                                    |
| 61                                     | Marta Cavalli (ITA)                    | 5e                                     |
| 62                                     | Stine Borgli (NOR)                     | 63e                                    |
| 63                                     | Grace Brown (AUS)                      | 12e                                    |
| 64                                     | Eugénie Duval (FRA)                    | 72e                                    |
| 65                                     | Maëlle Grossetête (FRA)                | 35e                                    |
| 66                                     | Marie Le Net (FRA)                     | 28e                                    |

| Le Col-Wahoo DRP | Le Col-Wahoo DRP              | Le Col-Wahoo DRP |
| ---------------- | ----------------------------- | ---------------- |
| Num              | Coureuse                      | Pos              |
| 71               | Marjolein van 't Geloof (NED) | 57e              |
| 72               | Eluned King (GBR)             | AB               |
| 73               | Maria Martins (POR) (route)   | 37e              |
| 74               | Flora Perkins (GBR)           | AB               |
| 75               | April Tacey (GBR)             | 91e              |
| 76               | Gladys Verhulst (FRA)         | 59e              |

| Arkéa Pro Cycling Team ARK | Arkéa Pro Cycling Team ARK    | Arkéa Pro Cycling Team ARK |
| -------------------------- | ----------------------------- | -------------------------- |
| Num                        | Coureuse                      | Pos                        |
| 81                         | Lucie Jounier (FRA)           | 69e                        |
| 82                         | Amandine Fouquenet (FRA)      | 30e                        |
| 83                         | Typhaine Laurance (FRA)       | AB                         |
| 84                         | Marie-Morgane Le Deunff (FRA) | AB                         |
| 85                         | Anaïs Morichon (FRA)          | 36e                        |
| 86                         | Greta Richioud (FRA)          | AB                         |

| Ceratizit-WNT Pro Cycling WNT | Ceratizit-WNT Pro Cycling WNT       | Ceratizit-WNT Pro Cycling WNT |
| ----------------------------- | ----------------------------------- | ----------------------------- |
| Num                           | Coureuse                            | Pos                           |
| 91                            | Maria Giulia Confalonieri (ITA)     | 84e                           |
| 92                            | Sandra Alonso (ESP)                 | 10e                           |
| 93                            | Franziska Brauße (GER)              | 78e                           |
| 94                            | Marta Lach (POL)                    | 22e                           |
| 95                            | Kathrin Schweinberger (AUT) (route) | AB                            |
| 96                            | Lara Vieceli (ITA)                  | AB                            |

| Team BikeExchange-Jayco BEX | Team BikeExchange-Jayco BEX | Team BikeExchange-Jayco BEX |
| --------------------------- | --------------------------- | --------------------------- |
| Num                         | Coureuse                    | Pos                         |
| 101                         | Jessica Allen (AUS)         | AB                          |
| 102                         | Teniel Campbell (TTO)       | 42e                         |
| 103                         | Nina Kessler (NED)          | AB                          |
| 104                         | Ruby Roseman-Gannon (AUS)   | 52e                         |

| Canyon-SRAM Racing CSR | Canyon-SRAM Racing CSR | Canyon-SRAM Racing CSR |
| ---------------------- | ---------------------- | ---------------------- |
| Num                    | Coureuse               | Pos                    |
| 111                    | Alice Barnes (GBR)     | 34e                    |
| 112                    | Shari Bossuyt (BEL)    | 48e                    |
| 113                    | Elise Chabbey (SUI)    | 4e                     |
| 114                    | Tiffany Cromwell (AUS) | 16e                    |
| 115                    | Lisa Klein (GER)       | 77e                    |
| 116                    | Sarah Roy (AUS)        | 41e                    |

| Valcar-Travel & Service VAL | Valcar-Travel & Service VAL | Valcar-Travel & Service VAL |
| --------------------------- | --------------------------- | --------------------------- |
| Num                         | Coureuse                    | Pos                         |
| 121                         | Chiara Consonni (ITA)       | 25e                         |
| 122                         | Alice Maria Arzuffi (ITA)   | AB                          |
| 123                         | Karolina Kumięga (POL)      | 55e                         |
| 124                         | Silvia Persico (ITA)        | AB                          |
| 125                         | Ilaria Sanguineti (ITA)     | AB                          |
| 126                         | Margaux Vigié (FRA)         | 71e                         |

| Liv Racing Xstra LIV | Liv Racing Xstra LIV         | Liv Racing Xstra LIV |
| -------------------- | ---------------------------- | -------------------- |
| Num                  | Coureuse                     | Pos                  |
| 131                  | Valerie Demey (BEL)          | 21e                  |
| 132                  | Alison Jackson (CAN) (route) | 13e                  |
| 133                  | Katia Ragusa (ITA)           | 88e                  |
| 134                  | Silke Smulders (NED)         | AB                   |
| 135                  | Amber van der Hulst (NED)    | 38e                  |

| AG Insurance NXTG AGI | AG Insurance NXTG AGI   | AG Insurance NXTG AGI |
| --------------------- | ----------------------- | --------------------- |
| Num                   | Coureuse                | Pos                   |
| 141                   | Mylène de Zoete (NED)   | AB                    |
| 142                   | Senne Knaven (BEL)      | AB                    |
| 143                   | Gaia Masetti (ITA)      | 68e                   |
| 144                   | Ilse Pluimers (NED)     | 23e                   |
| 145                   | Maud Rijnbeek (NED)     | 53e                   |
| 146                   | Eline Van Rooijen (NED) | AB                    |

| Parkhotel Valkenburg PHV | Parkhotel Valkenburg PHV  | Parkhotel Valkenburg PHV |
| ------------------------ | ------------------------- | ------------------------ |
| Num                      | Coureuse                  | Pos                      |
| 151                      | Femke Markus (NED)        | 18e                      |
| 152                      | Leonie Bos (NED)          | AB                       |
| 153                      | Mischa Bredewold (NED)    | 58e                      |
| 154                      | Lieke Nooijen (NED)       | AB                       |
| 155                      | Kirstie van Haaften (NED) | AB                       |
| 156                      | Sofie van Rooijen (NED)   | AB                       |

| EF Education-TIBCO-SVB TIB | EF Education-TIBCO-SVB TIB | EF Education-TIBCO-SVB TIB |
| -------------------------- | -------------------------- | -------------------------- |
| Num                        | Coureuse                   | Pos                        |
| 161                        | Letizia Borghesi (ITA)     | AB                         |
| 162                        | Tanja Erath (GER)          | 87e                        |
| 163                        | Clara Honsinger (USA)      | 29e                        |
| 164                        | Emma Langley (USA)         | AB                         |
| 165                        | Abi Smith (GBR)            | 54e                        |
| 166                        | Magdeleine Vallieres (CAN) | 74e                        |

| Cofidis COF | Cofidis COF                   | Cofidis COF |
| ----------- | ----------------------------- | ----------- |
| Num         | Coureuse                      | Pos         |
| 171         | Martina Alzini (ITA)          | 50e         |
| 172         | Victoire Berteau (FRA)        | 17e         |
| 173         | Alana Castrique (BEL)         | 20e         |
| 174         | Valentine Fortin (FRA)        | AB          |
| 175         | Cédrine Kerbaol (FRA)         | 60e         |
| 176         | Gabrielle Pilote Fortin (CAN) | AB          |

| Plantur-Pura ___ | Plantur-Pura ___               | Plantur-Pura ___ |
| ---------------- | ------------------------------ | ---------------- |
| Num              | Coureuse                       | Pos              |
| 181              | Sanne Cant (BEL)               | 62e              |
| 182              | Manon Bakker (NED)             | 80e              |
| 183              | Kim de Baat (BEL)              | AB               |
| 184              | Julie De Wilde (BEL)           | AB               |
| 185              | Marion Norbert-Riberolle (BEL) | 97e              |
| 186              | Aniek van Alphen (NED)         | 73e              |

| St Michel-Auber 93 AUB | St Michel-Auber 93 AUB | St Michel-Auber 93 AUB |
| ---------------------- | ---------------------- | ---------------------- |
| Num                    | Coureuse               | Pos                    |
| 191                    | Élodie Le Bail (FRA)   | AB                     |
| 192                    | Alison Avoine (FRA)    | 89e                    |
| 193                    | Simone Boilard (CAN)   | 61e                    |
| 194                    | Perrine Clauzel (FRA)  | 67e                    |
| 195                    | Barbara Fonseca (FRA)  | 70e                    |
| 196                    | Margot Pompanon (FRA)  | 65e                    |

| Uno-X Pro Cycling Team UXT | Uno-X Pro Cycling Team UXT  | Uno-X Pro Cycling Team UXT |
| -------------------------- | --------------------------- | -------------------------- |
| Num                        | Coureuse                    | Pos                        |
| 201                        | Anniina Ahtosalo (FIN)      | 56e                        |
| 202                        | Susanne Andersen (NOR)      | 43e                        |
| 203                        | Hannah Barnes (GBR)         | 83e                        |
| 204                        | Julie Norman Leth (DEN)     | 32e                        |
| 205                        | Amalie Lutro (NOR)          | 86e                        |
| 206                        | Mie Bjørndal Ottestad (NOR) | 95e                        |

| Stade Rochelais Charente-Maritime CMW | Stade Rochelais Charente-Maritime CMW    | Stade Rochelais Charente-Maritime CMW |
| ------------------------------------- | ---------------------------------------- | ------------------------------------- |
| Num                                   | Coureuse                                 | Pos                                   |
| 211                                   | India Grangier (FRA)                     | 92e                                   |
| 212                                   | Noémie Abgrall (FRA)                     | 96e                                   |
| 213                                   | Frances Janse van Rensburg (RSA) (route) | 93e                                   |
| 214                                   | Anastasiya Kolesava (BLR)                | AB                                    |
| 215                                   | Kristina Nenadovic (FRA)                 | AB                                    |
| 216                                   | Maëva Squiban (FRA)                      | AB                                    |

| Human Powered Health HPW | Human Powered Health HPW | Human Powered Health HPW |
| ------------------------ | ------------------------ | ------------------------ |
| Num                      | Coureuse                 | Pos                      |
| 221                      | Mieke Kröger (GER)       | 75e                      |
| 222                      | Henrietta Christie (NZL) | 90e                      |
| 223                      | Katie Clouse (USA)       | AB                       |
| 224                      | Evy Kuijpers (NED)       | 82e                      |
| 225                      | Makayla MacPherson (USA) | AB                       |
| 226                      | Lily Williams (USA)      | 49e                      |

| Roland Cogeas-Edelweiss Squad CGS | Roland Cogeas-Edelweiss Squad CGS | Roland Cogeas-Edelweiss Squad CGS |
| --------------------------------- | --------------------------------- | --------------------------------- |
| Num                               | Coureuse                          | Pos                               |
| 231                               | Hannah Buch (GER)                 | AB                                |
| 232                               | Tamara Dronova (RUS)              | 51e                               |
| 233                               | Rotem Gafinovitz (ISR)            | 94e                               |
| 234                               | Diana Klimova (RUS)               | AB                                |
| 235                               | Aline Seitz (SUI)                 | AB                                |
| 236                               | Olga Zabelinskaïa (UZB)           | AB                                |

## Primes
Après la polémique consécutive à l'édition 2021 (du fait d'un rapport 20 fois inférieur au montant des primes versées à leurs homologues masculins), et grâce à l’arrivée d’un sponsor titre, l'organisateur de la course ASO a annoncé avoir porté la prime pour la première à l'arrivée à 20 000 euros et fait passer la dotation globale à 50 000 euros.